# Medhafushi (Laamu-atol)
Medhafushi is een van de onbewoonde eilanden van het Laamu-atol behorende tot de Maldiven.